# Dongola
Dongola (în arabă دنقلا) este un oraș în Sudan, pe valea Nilului. Este reședința statului de Nord.

## Istoric
Dongola a fost o provincie a Nubiei de Sus și un centru al civilizației nubiene, manifestându-se prin multe situri arheologice din perioadele makuriană și musulmană. Provincia Dongola a fost parte a regatului Makuria, devenind mai târziu parte a Egiptului după ce Muhammad Ali Pașa a ordonat invazia și ocupația Sudanului în 1820 după ce a fost desemnat în funcția de pașă. Primul guvernator a fost Abidin Bey.
Dongola a fost scena victorie generalului Herbert Kitchener asupra triburilor indigene mahdist în 1896.